# Buganda
Buganda és el regne del poble ganda, el més gran dels regnes tradicionals d'Uganda. Els tres milions de gandes són el grup ètnic més important d'Uganda, encara que representen només el 16,7% de la població. El nom Uganda, és el terme suahili per a Buganda i va ser adoptat pels funcionaris britànics el 1894, quan van establir un protectorat, el Protectorat d'Uganda, amb centre a Buganda. Les fronteres de Buganda estan marcades pel llac Victòria al sud, el riu Nil a l'est, i el llac Kyoga al nord. El ganda és la llengua més parlada a Buganda, i un dels idiomes que més gent té per segona llengua a Uganda, juntament amb l'anglès. També és ensenyat en algunes escoles de primària i secundària a Uganda, i també a la Universitat de Makerere. El ganda també fou usat com a llengua d'instrucció en algunes escoles defora de Buganda en els anys seixanta.

## Cultura
El control autoritari és un tema important en la cultura ganda. En èpoques precolonials, l'obediència al rei era d'importància vital. Un tema també important en la cultura ganda, tanmateix, és l'èmfasi en el reeiximent individual. El futur de l'individu no és determinat únicament per l'estatus de naixement. Alguns individus assoliren fortunes amb la seva feina i escollint curosament amics, aliats i patrons.
L'economia tradicional ganda radica en el conreu de cereals. En contrast amb molts altres sistemes econòmics d'Àfrica oriental, la ramaderia hi juga un rol menor. Molts gandes contractaven gent del nord per treballar com a pastors. El conreu més important és el de la banana, que és la base econòmica d'una regió densament poblada. El seu conreu no requereix gaire manteniment ni la fertilització del sòl cremant rostolls, i com a resultat, les viles gandes solen ser permanents. Les dones duen a terme la major part del treball agrícola, mentre que els homes es dediquen al comerç i a la política (i en èpoques precolonials, a fer la guerra). Abans de la introducció de la roba de teixits, les robes tradicionals es feien amb escorça d'arbre.
L'organització social ganda emfasitza la descendència per línia masculina. Un patrillinatge és format per quatre o cinc generacions de descendents d'un mateix home. Un grup de llinatges relacionats constitueixen un clan. Els líders de clan poden reunir un consell de caps de llinatge, i les seves decisions afecten tots els membres del clan. Moltes d'aquestes decisions regulen el matrimoni, que sempre se celebra entre membres de dos llinatges diferents, de manera que es formen importants aliances socials i polítiques. Els líders dels clans i llinatges també s'encarreguen de l'ús eficient de les terres de conreu, i inspiren orgull a les cerimònies del grup i les remembrances dels avantpassats.
Les viles gandes, a vegades formades per quaranta o cinquanta llars, generalment se situen dalt dels turons o en planures pantanoses, des d'on poden vigilar els conreus i les pastures. Cada vila ganda envolta la llar del cap, que és el punt de trobada comuna de tots els membres de la vila. El cap recull tributs als subjectes, i el paga al kabaka, distribueix recursos entre els seus veïns, manté l'ordre i reforça la solidaritat social amb una presa de decisions hàbil. A finals del segle xix les viles de ganda restaren força disperses, de tal manera que el rol dels caps va disminuir a causa de l'agitació política, emigracions i revoltes populars.
La majoria de llinatges mantenen lligams amb el territori originari (butaka) en el territori del clan, però els membres del llinatge no necessàriament han de viure a la terra butaka. Els homes d'un llinatge sovint formen el nucli de la vila; llurs esposes, fills i parents s'uniren a la vila. El poble era lliure de marxar-hi si hi són a disgust amb el líder local i residir en terres d'altres parents.
La família a Buganda sovint és descrita com un microcosmos del regne. El pare és reverenciat i obeït com a cap de la família. Les seves decisions són generalment inqüestionables. L'estatus social d'un home és determinat per les relacions clientelars que estableix, i una e les millors maneres d'assegurar les relacions i a través dels seus fills. Els fills gandes, quan encara no tenen tres anys, són enviats a viure a les llars dels seus superiors socials, per tal de cimentar lligams de lleialtat amb els pares i promoure la mobilitat social. Fins i tot el 1980, els nens gandes eren considerats psicològicament millor preparats per a maduresa si havien passat alguns anys d'infantesa lluny dels seus pares.
Els gandes reconeixen de ben joves que llurs superiors també viuen en un món de regles. Les normes socials exigeixen a l'home que curi la seva salut oferint hospitalitat, i aquesta regla és més estricta quan major és l'estatus. Dels socialment més alts també s'espera que siguin impassibles, dignes, autodisciplinats i amb forta autoconfiança.
La cultura ganda tolera la diversitat social més fàcilment que altres societats africanes. Fins i tot abans de l'arribada dels europeus, moltes viles ganda tenien molts residents de fora de Buganda. Alguns havien arribat a la regió com a esclaus, però a començament del segle xx, molts treballadors no gandes s'hi instal·laren en granges. El matrimoni amb no-gandes és força habitual, i molts matrimonis gandes acabaren en divorci. Després de la independència, els funcionaris ugandesos estimaven que entre un terç i la meitat dels adults s'havien casat més d'un cop en la seva vida.

## Història

### Buganda precolonial i colonial
Buganda fou originalment un estat vassall de Bunyoro, però el seu poder s'incrementà força en els segles xviii i xix, i esdevingué el regne dominant a la regió. Buganda mai no fou conquerida per les tropes colonials, sinó que el seu poderós rei (kabaka), Mwanga, accedí a l'estatut de protectorat. Alhora, Mwanga reclamà territori més a l'est del Llac Albert, i sempre considerà l'acord amb els britànics com una aliança entre iguals. Les tropes gandes ajudaren les tropes britàniques a establir les normes colonials en altres àrees, i agents gandes serviren com a recaptadors de tributs en el protectorat. Els centres comercials de Buganda esdevingueren les ciutats més importants del protectorat, i els gandes aprofitaren les oportunitats que els donava el comerç amb Europa i l'educació. Quan Uganda es va independitzar el 1962, Buganda gaudia del nivell de vida i d'educació més alt del país.
La influència dels gande a Uganda en el segle XX ha reflectit l'impacte dels desenvolupaments del segle xviii i XIX. Una sèrie de kabaka assoliren poder polític i militar assassinant els rivals al tron, abolint posicions hereditàries d'autoritat i recaptant alts impostos entre els seus súbdits. Les tropes ganda també recuperaren terreny cedit a Bunyoro, el regne veí de l'oest. Les normes culturals gandes també preveien l'establiment d'un clan reial per l'assignació dels fills del kabaka al clan de la seva mare. Alhora, aquesta pràctica permetia al kabaka no casar-se amb cap membre de cap altre clan.
Un dels assessors més poderosos del kabaka era el katikiro, encarregat de l'administració del regne i dels sistemes judicials, i que feia el paper de primer ministre i jutge suprem. El katikiro i altres ministres poderosos formaven un cercle intern d'assessors que es reunien amb alguns caps locals i altres assessors per a decidir afers polítics. A finals del segle xix, el kabaka havia substituït molts caps de clans per oficials nomenats per ell, i es proclamà "cap de tots els clans."
El poder del kabaka impressionà els oficials britànics, mentre que els líders polítics del veí Bunyoro no foren receptius als oficials britànics que arribaren amb escortes baganda. Buganda esdevingué la peça mestra del nou protectorat, amb un cert grau de control sobre els altres regnes: Toro, Ankole, Busoga i Bunyoro. Molts gandes eren capaços d'aprofitar les oportunitats proporcionades per les escoles i els negocis a l'àrea. Alguns funcionaris civils gandes ajudaren a administrar altres grups ètnics, i la primera història d'Uganda fou escrita segons la perspectiva dels gandes i els oficials colonials que tractaren amb ells.

### Establiment del protectorat britànic
Els britànics van reconèixer la independència del regne el 1876. Fins aquell moment la religió islàmica estava guanyant adeptes al país i el mateix rei simpatitzava amb els musulmans; el kabaka va acceptar el 1876 la presència de missioners cristians, i molts d'aquestos eren francesos, que van arribar al país el 1877.
Mutesa I va morir el 24 d'octubre de 1884 després de 28 anys de regnat. Li va succeir el seu fill Mwanga II, un home jove i inexpert, que mancava del suport general del seu pare. Les rivalitat religioses entre musulmans i cristians, i dins d'aquestos, estaven a l'orde del dia, i cada grup volia influir a la cort. Mwanga va voler expulsar a totes les religions estrangeres, i entre 1885 i 1887 molts convertits foren martiritzats. Els primers foren els comerciants Yusufu (Joseph) Rugarama, Makko (Mark) Kakumba, i Nuwa (Noah) Serwanga, assassinats a Busega Natete el 31 de gener de 1885; a l'octubre, per orde del rei, ho fou el bisbe anglicà James Hannington, arribat feia poc de l'Àfrica equatorial, mentre anava de Busoga a Buganda; el conseller reial 
Joseph Mukasa Balikuddembe, que va tirar en cara al rei la seva acció, fou detingut i executat el 15 de novembre de 1885; van seguir altres execucions i assassinats com les de 26 cristians a Namugongo (3 de juny de 1886) amb el que les morts van arribar al punt més alt; el darrer fou Jean-Marie Muzeeyi, decapitat a Mengo el 27 de gener de 1887, quan ja el rei havia accedit al retorn dels missioners, conscient que les religions ja s'havien escampat massa i no ho podia aturar. Mwanga va contrapesar la decisió i es va acostar als musulmans, i progressivament aquestos van guanyar influència. El 10 de setembre de 1888 un cop d'estat de musulmans armats el va deposar i va haver de fugir del país. Fou proclamat rei el jove Mutebi II Kiwewa, príncep convertit a l'islam, i es va proclamar un estat islàmic; els cristians es van oposar al nou govern amb les armes i van derrotar a Mutebi II i els seus, col·locant al tron al príncep Kalema (21 d'octubre de 1888), que se suposava que simpatitzava amb la seva causa, però una vegada al poder va voler expulsar els missioners i va tractar de conciliar amb els musulmans.
Mentre Mwanga va formar una aliança de cristians i tradicionalistes, i va atacar la capital l'octubre de 1889. Els musulmans van fugir cap al regne de Bunyoro i Mwanga fou restaurat (5 d'octubre), encara que no va tardar a barallar-se altre cop amb els cristians, car els missioners francesos donaven suport a la independència mentre els anglesos afavorien el reconeixement del protectorat britànic. Mwanga havia demanat ajut a la Companyia Imperial Britànica de l'Àfrica Oriental, i el seu administrador li va enviar una bandera de la companyia, probablement el pavelló blau, que fou adoptada per Mwanga com a bandera del regne el 15 de desembre de 1889. El 1889 un membre d'una companyia comercial alemanya, Peters, va signar un tractat amb el rei Mwanga pel que aquest reconeixia el protectorat alemany, però la Companyia Imperial Britànica de l'Àfrica Oriental va al·legar que el rei ja havia acceptat la seva bandera i protecció, i el tractat amb els alemanys era nul. Així fou reconegut i confirmat pel tractat entre Gran Bretanya i Alemanya d'1 de juliol de 1890, que bescanviava Helgoland per Zanzibar i feia altres canvis a les zones d'influència d'Àfrica. Frederick John Dealtry Lugard hi fou enviat com a administrador militar i va prendre possessió el 26 de desembre de 1890. Uganda va restar doncs com a zona d'influència britànica i el protectorat quedava administrat per la Companyia Imperial.
La lluita entre les dues faccions dels missioners va esclatar el 25 de gener de 1892. L'avantatge inicial fou pels missioners francesos catòlics, però l'administrador militar de la companyia, Frederick Lugard, que disposava d'una metralladora coneguda com a Maxim (del nom del seu inventor, l'americà Hiran Maxim) va donar suport als anglicans que es van imposar i la guerra civil va acabar amb el tractat de 23 de març de 1892. Les missions catòliques foren arrasades i el bisbe francès va haver de fugir del país. El govern britànic va pagar després una compensació als catòlics francesos. Tropes mercenàries núbies que havien servit al kediv d'Egipte, foren enrolades pels britànics i van servir per dominar Bunyoro, Toro, Ankole i Busoga (una part de Bunyoro fou cedida a Buganda per la seva cooperació). Aquestes tropes núbies es van amotinar el 1897 i van combatre a Buganda durant dos anys fins que foren derrotats definitivament per tropes portades de l'Índia.
La Companyia Britànica va renunciar la protectorat el 1893 degut al cost financer que comportava. L'1 d'abril de 1893 el govern britànic va assumir provisionalment l'administració, i definitivament l'11 d'abril de 1894. La situació es va regular el 18 de juny de 1894. El 30 de juny de 1896 el protectorat es va estendre a Bunyoro-Kitara, Toro, i Ankole, i el 3 de juliol de 1896 a Busoga. Dos províncies de Bunyoro foren cedides a Buganda en premi per la seva cooperació (1896). L'1 de juliol de 1895 els britànics també havien agafat l'administració del protectorat de l'Àfrica Oriental Britànica després de fer fallida la companyia.
El comissionat d'Uganda Sir Harry Johnston, va imposar el 1900 un acord que establia determinats repartiments de terra, taxes i sobre l'administració interior (fou llavors quan es va establir la divisió en vint comtat). Altres tractats es van fer amb Toro el mateix any, Ankole el 1901, i Bunyoro el 1933, amb el repartiment de terres com a principal qüestió. Molts gandes van oferir els seus serveis com a administradors i van estendre l'ús de la seva llengua, el luganda

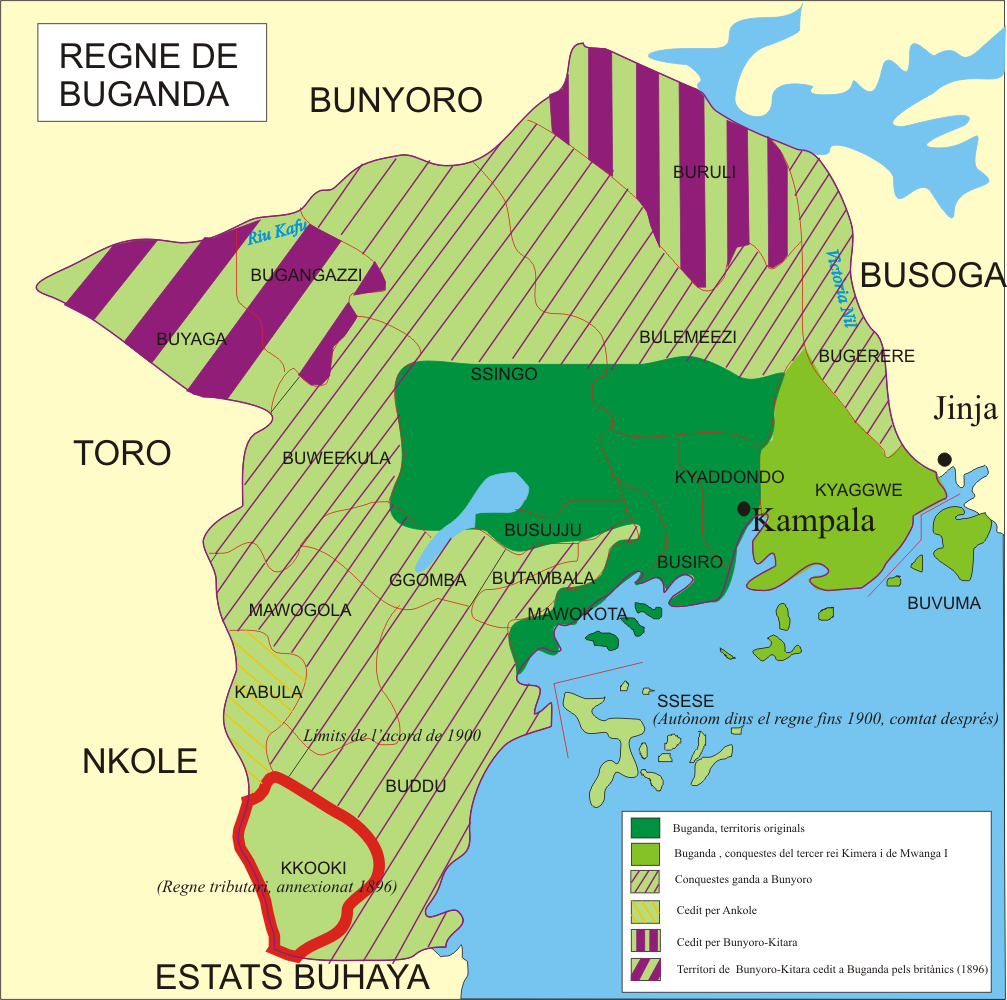
Mapa històric de Buganda fins a 1896

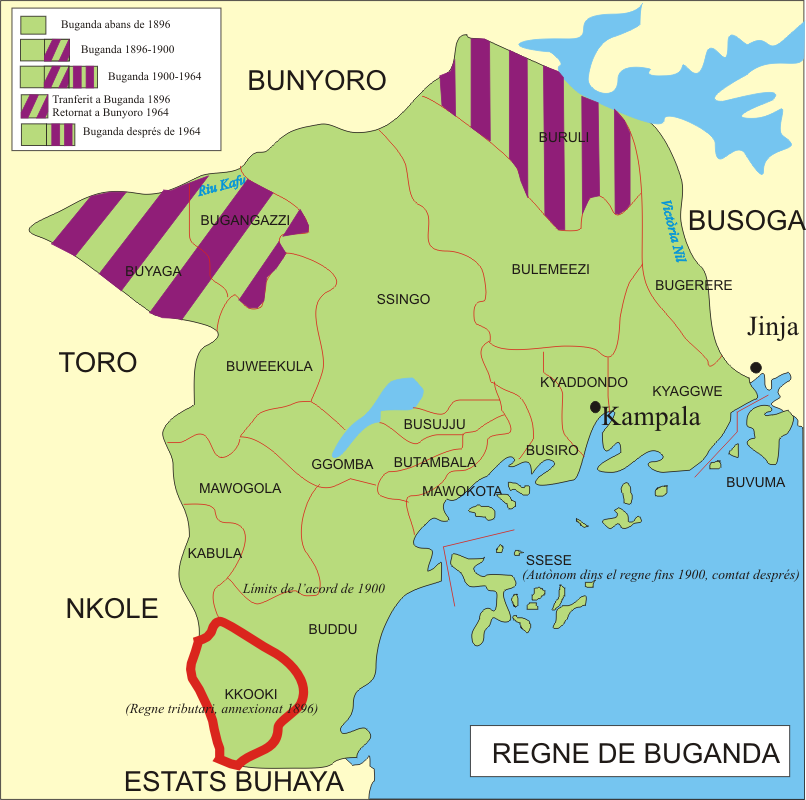
Mapa històric de Buganda 1896-1964

El 1901 es va produir una unió postal i monetària entre l'Àfrica Oriental Britànica i Uganda. L'1 d'abril de 1902 Uganda oriental fou transferida a l'Àfrica Oriental Britànica. L'administració dels dos protectorats corresponia al Foreign Office però el 1903 el d'Uganda fou transferit a l'Oficina Colonial, i l'1 d'abril de 1905 ho fou el de l'Àfrica Oriental Britànica. Buganda va quedar inclosa dins el protectorat d'Uganda.

### Poder polític en Uganda abans de la independència
La celebració d'eleccions en la cursa cap a la independència provocà una sobtada proliferació de nous partits polítics. Aquest desenvolupament alarmà els líders dels regnes tradicionals ugandesos, ja que el nou centre del poder seria a nivell estatal i no local. La guspira que va encendre l'oposició a les reformes del governador Andrew Cohen fou un discurs a Londres el 1953 en el qual el secretari d'estat per a les colònies proposà la possibilitat de federació dels tres territoris de l'Àfrica oriental (Kenya, Uganda i Tanganyika), similar a l'establert a l'Àfrica central. Molts ugandesos temien que fos una repetició de la Federació de Rhodèsia i Nyasalàndia (més tard Zimbàbue, Zàmbia, i Malawi), dominats políticament per colons blancs, ja que temien especialment els colons blancs de Kenya, fortament racistes, i que havien provocat l'amarga revolta dels Mau Mau. S'havien oposat a una proposta similar del 1930 per la Comissió Hilton Young. La confiança en Cohen es va esvair quan el governador va urgir Buganda a reconèixer que el seu estatut especial hauria de ser sacrificat en interès d'una nova i més gran nació-estat.
El Kabaka Freddie, qui tenia fama de no importar-li el benestar dels seus súbdits, refusà aleshores cooperar amb el pla de Cohen per a integrar Buganda. En comptes d'això, reclamà que Buganda fos separada de la resta del protectorat i fos posada sota la jurisdicció de l'oficina d'afers externs de la Commonwealth. La resposta de Cohen a la crisi fou deportar el kabaka a un confortable exili a Londres. La seva marxa obligada va fer d'ell un màrtir als ulls dels baganda, el latents sentiments separatistes i anticolonialistes dels quals havien provocat una onada de protestes. L'acció de Cohen li va prendre qualsevol suport dels gandes als seus plans. Després de dos anys d'intentar sotmetre l'hostilitat i obstrucció dels gandes, va permetre el retorn del kabaka Freddie.
Les negociacions per al retorn del kabaka foren semblants a les negociacions del Comissionat Johnston el 1900: encara que semblava satisfer els britànics, foren una ressonant victòria per als gandes. Cohen assegurà que l'acord del kabaka no s'oposava a la independència en el marc d'una Uganda més gran. No sols va retornar el kabaka, sinó que, per primer cop des del 1889, el monarca va rebre el poder de nomenar i cessar els seus funcionaris, tot deixant de ser una figura decorativa en afers de govern. El nou poder del kabaka fou disfressat amb la promesa que podia tractar-se d'un "monarca constitucional", però de fet fou una peça important del futur govern d'Uganda. Un nou grup de gandes, anomenats "els amics del rei", sortiren en defensa del kabaka. Eren conservadors, ferotgement lleials al regne de Buganda i desitjaven formar part d'Uganda només si el kabaka n'era el cap. Alguns polítics gandes que no estaven d'acord amb aquesta visió foren anomenats "enemics del rei", la qual cosa significava l'ostracisme polític i social.
La més gran excepció a aquesta norma foren els gandes catòlics (bafaransa), que havien format el seu propi partit, el Partit Democràtic (DP), liderat per Benedicto Kiwanuka. Molts catòlics se sentien exclosos per l'establishment de Buganda, dominat pels protestants (bangereza) des que la metralladora Maxim de Frederick Lugard havia capgirat la situació el 1892. El kabaka era protestant, i la cerimònia de coronació seguia el model de les dels monarques britànics (que eren investits per l'arquebisbe de Canterbury, cap de l'Església d'Anglaterra). Religió i política eren inseparables en els altres regnes d'Uganda. El DP era majoritàriament catòlic i potser era el millor organitzat de tots els partits que es presentaren a les eleccions. Havia imprès diaris, entre ells el popular Munno, publicat per la missió de St. Mary's Kisubi.
En altres parts d'Uganda, l'emergència del kabaka com a figura política provocà immediatament l'hostilitat. Els partits polítics i els interessos locals eren plens de divisions i rivalitats, però tenien un punt en comú: no volien ser dominats per Buganda. El 1960 un organitzador polític dels lango Milton Obote, va formar un nou partit, Uganda People's Congress (UPC), com a coalició de tots aquells oposats als catòlics del DP i que s'oposaven a l'hegemonia de Buganda.
Les passes iniciades per Cohen cap a la independència d'una Uganda com a estat unificat havien estat polaritzades entre les faccions de Buganda i els oposats a la seva dominació. La població de Buganda el 1959 era de dos milions d'habitants (Uganda en tenia sis milions). Descomptant els molts no-gandes que residien a Buganda, hi havia almenys un milió d'individus que juraven lleialtat al kabaka, massa per a obviar l'afer, però massa pocs per a considerar el país com un total. En la Conferència de Londres de 1960 es mostrà que l'autonomia de Buganda i un govern centralista fort eren incompatibles, però no s'assolí cap compromís, i la decisió sobre la forma de govern fou posposada. Els britànics anunciaren que les eleccions se celebrarien el març de 1961 per a un "govern responsable" que preparés l'accés a la independència. Es va assumir que qui guanyés les eleccions assoliria una valuosa experiència en l'ofici, preparant-lo per a la probable responsabilitat de governar després de la independència.
A Buganda els "amics del rei" cridaren a boicotejar totalment les eleccions perquè no assegurava la promesa d'una futura autonomia. Com a conseqüència, quan els votants escolliren els 82 membres de l'Assemblea Nacional d'arreu d'Uganda, a Buganda només els catòlics del DP havien anat a votar, i assoliren 20 dels 22 escons que corresponien a Buganda. Aquesta situació artificial va donar al DP la majoria d'escons, tot i que només havien aconseguit 416.000 vots arreu d'Uganda contra els 495.000 de la UPC. Benedicto Kiwanuka fou nomenat primer ministre d'Uganda.
Traumatitzats pels resultats, els separatistes gandes, que havien format un partit polític anomenat Kabaka Yekka, qüestionaren la decisió del boicot. Ràpidament van acceptar les recomanacions d'una comissió britànica que proposava una futura forma federal de govern. Segons aquestes recomanacions, Buganda podria gaudir d'una autonomia interna si participava plenament en el govern nacional. Per altra banda, la UPC estava igualment ansiós d'expulsar del govern els seus rivals del DP abans no es fessin forts. Obote arribà a una entesa amb el Kabaka Freddie i el KY, acceptant una relació especial federal i fins i tot va preveure que el kabaka podria nomenar els representants de Buganda a l'Assemblea Nacional. El kabaka també rebria una posició cerimonial de cap d'estat d'Uganda, cosa de gran importància simbòlica per als ganda.
Aquest matrimoni de conveniència entre la UPC i el KY va fer inevitable la derrota de l'administració interina del DP. En la vigília de les eleccions finals d'abril de 1962 que portarien el país cap a la independència, el parlament nacional ugandès consistia en 14 delegats d'UPC, 24 delegats del KY i 24 del DP. La nova coalició UPC-KY va donar la independència a Uganda l'octubre de 1962, amb Obote com a primer ministre i el kabaka com a cap d'estat.

### Després de la independència
Uganda assolí la independència el 9 d'octubre de 1962 amb el Kabaka de Buganda, Sir Edward Mutesa II, com a primer president. Tanmateix, la monarquia de Buganda i molta de la seva autonomia fou revocada, igual que la dels altres quatre regnes d'Uganda.
En els primers anys, la controvèrsia reial fou el tema de debat més important de la política ugandesa. Tot i que hi havia quatre regnes, la veritable qüestió era com havia de controlar el govern central Buganda. El poder del rei com a símbol d'unitat dels baganda semblava aparent després de la seva deportació el 1953. Quan les negociacions per la independència amenaçaren l'estatus autònom de Buganda, els notables organitzaren un partit polític per a protegir el rei. El fet sovint era presentat com una qüestió de supervivència dels gandes com a nació separada perquè la posició del rei havia estat de vital importància en la cultura precolonial de Buganda. Amb aquestes bases, la defensa de la monarquia atreia un gran suport a les eleccions locals, com es va mostrar abans de la independència. Oposar-se al rei de Buganda s'havia mostrat un suïcidi polític.
El 1967 el primer ministre Apollo Milton Obote canvià la constitució de 1966 i canvià el model d'estat en una república. El 24 de maig del 1966 l'exèrcit federal d'Uganda atacà el camí reial o Lubiri a Mmengo. Assaltaren el palau amb el rei Mutesa II atrapat dins. El rei aconseguí escapar després de cremar el palau i amb l'ajuda dels capellans del seminari de Lubaga escapà d'Uganda, tot marxant a l'exili de Londres, on va morir en misterioses circumstàncies tres anys més tard (hi ha qui diu que fou emmetzinat amb alcohol). L'exèrcit ugandès convertí el palau del rei en casernes i el parlament de Buganda en el seu quartel general. És difícil saber quants gandes continuaren donant suport la monarquia i com d'intens era aquest sentiment perquè no es podia expressar obertament.
El 1972 Obote fou deposat per un cop d'estat del cap de l'exèrcit, Idi Amin. Després de flirtejar un temps amb una possible restauració, Idi Amin també refusà considerar la restauració dels regnes. Cap al 1980 Obote retornà al poder i més de la meitat de la població ganda no havia conegut la monarquia. El Partit Conservador, un grup marginal liderat per l'últim primer ministre de la monarqquia, es presentà a les eleccions de 1980 però va rebre molt poc suport.
El 1986, el Moviment de Resistència Nacional (NRM) de Yoweri Museveni, pretenia assolir el poder a Uganda. Mentre lluitava com a guerrilla contra Obote, els caps del NRM no es podien assegurar que els ganes acceptessin el seu govern o el seu Programa de Deu Punts. El programa era força ambivalent. D'una banda, fins a final d'any, la insurgència contra el règim d'Obote era total a Buganda, i molts gandes hi eren involucrats, degut a la forta aversió que els baganda sentien per Obote i la UPC. D'altra banda, molts gandes s'havien unir al NRM i rebien formació política en el Programa de Deu Punts que rebutjava la lleialtat ètnica com a base d'organització política. Nogensmenys, molts ugandesos recordaven que Museveni havia promès en públic, vora el final de la lluita guerrillera, la restauració de la monarquia i permetre que Ronald Mutebi, el seu successor, esdevingué rei. Molts altres ugandesos s'oposaven a la restauració pels avantatges polítics que podia donar a Buganda.
La controvèrsia va esclatar uns mesos després que el NRM prengués el poder el 1986, quan els caps dels clans Buganda organitzaren una campanya pública per a restaurar la monarquia, el retorn de l'edifici del parlament de Buganda (que el NRA havia continuat utilitzant com a quartel general) i el permís a Mutebi per a tornar a Uganda. Al mes següent, el govern lluità per a superar la iniciativa política dels caps de clan. Primer, el juliol de 1986, el primer ministre Samson Kisekka - un ganda – instà al públic en un míting a Buganda a aturar aquesta "xerrada ximple." Sense cap explicació, el govern va ordenar acabar les celebracions per a reinstaurar el seu regne o qualsevol altre una setmana més tard. Tanmateix, els diaris informaren de més demandes pel retorn de Mutebi pels caps de clans de Buanda. El govern aleshores va fer algunes concessions, però insistí que la restauració de reis era competència de l'Assemblea Constitucional i no pas del govern interí. Aleshores, tres setmanes més tard, el NRM va emetre la seva pròpia declaració acurada dient que els partidaris de la restauració eren "oportunistes disgustats disfressats de monàrquics", i amenaçà d'emprendre accions contra qualsevol que continués fent agitacions amb aquest tema. Al mateix temps, el president acordà reunir-se amb els caps de clan. Aleshores, en un moviment de sorpresa, el president va convèncer Mutebi de retornar secretament l'agost de 1986 i presentar-se als caps de clan com a fet consumat. Deu dies més tard, el govern arrestà uns gandes acusats de complot contra el govern i restaurar la monarquia. Però mentre Museveni intentava endevinar d'on bufava el vent del nacionalisme de Buganda, les circumstàncies polítiques i el debat constitucional li impediren arribar a res en concret.
La monarquia fou finalment restaurada el 1993, amb el fill de Mutesa II, Ronald Muwenda Mutebi II com a kabaka. Buganda actualment és una monarquia constitucional, amb un parlament anomenat Lukiiko que té la seu a uns edificis anomenats Bulange. El Lukiiko té un sergent en armes, portaveu i seients provisionals per als reials, 18 caps de comtat, ministres, 52 caps de clan, convidats i una galeria. El kabaka només ofereix dues sessions l'any, una quan s'obre la primera sessió de l'any i la segona quan es clausura l'última sessió de l'any.

## Superfície, població i divisió administrativa
La superfície és de 54.876,3 km² i el cens del 2002 dona 6.278.257 habitants
Modernament el regne està dividit en 13 Districtes: Kalangala. Kampala, Kayunga, Kiboga, Luwero, Masaka, Mityana, Mpigi, Mubende, Mukono, Nakaseke, Sembabule i Wakiso, subdidits en 35 comtats, 170 subcomtats i 1051 parròquies.

## Banderes

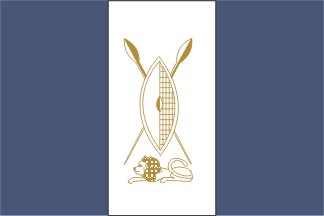
Bandera actual
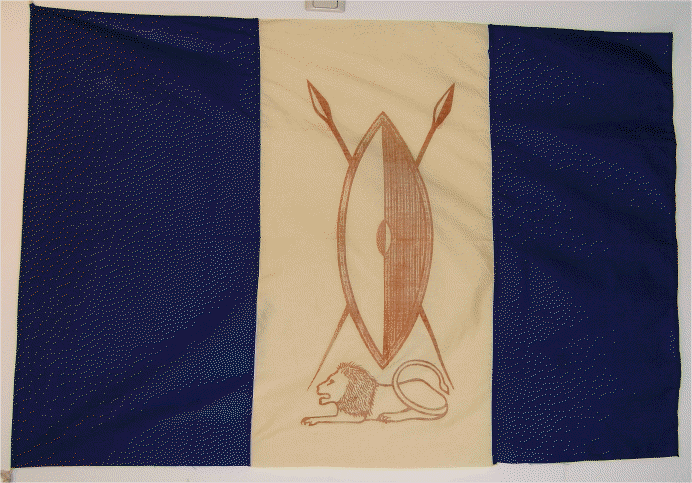
Foto de la bandera actual
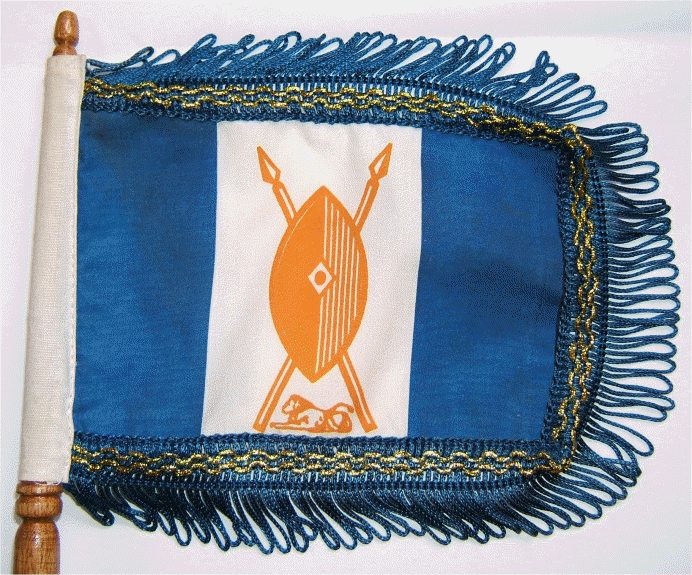
Bandera de taula